# Camponotus scissus
Camponotus scissus é uma espécie de inseto do gênero Camponotus, pertencente à família Formicidae.